# NGC 683
NGC 683 ist eine spiralförmige Radiogalaxie vom Hubble-Typ Sc im Sternbild Widder auf der Ekliptik. Sie ist schätzungsweise 238 Millionen Lichtjahre von der Milchstraße entfernt ist und hat einen Durchmesser von etwa 70.000 Lichtjahren. Vom Sonnensystem aus entfernt sich die Galaxie mit einer errechneten Radialgeschwindigkeit von näherungsweise 5.300 Kilometern pro Sekunde.
Sie ist Teil der 17 Mitglieder zählenden Lyons Groups of Galaxies LGG 31 um NGC 673. 
Im selben Himmelsareal befinden sich unter anderem die Galaxien  PGC 6733, PGC 6863, PGC 212835, PGC 1395455.
Das Objekt wurde am 17. Oktober 1825 von John Herschel.